# Le maschere
Le maschere és una òpera en un pròleg i tres actes de Pietro Mascagni sobre un llibret de Luigi Illica. L'estrena fou el 17 de gener de 1901 i va significar un fet únic en tota la història de l'òpera: es va representar simultàniament en sis teatres. Al Teatro Carlo Felice de Gènova, Teatro Regio de Torí, Teatro alla Scala de Milà, Teatro La Fenice de Venècia, Teatro Filarmonico de Verona, i al Teatro Costanzi de Roma. Hi havia una setena reproducció en marxa al Teatro San Carlo de Nàpols que no es va poder realitzar per la malaltia del tenor. Durant els entreactes, Mascagni era informat pels telegrames que afluïen doncs de tot Itàlia.

## Origen i context
A Le maschere, Mascagni va voler fer un homenatge a Rossini i a l'opera buffa i les tradicions de la commedia dell'arte. La idea de compondre una òpera còmica va venir donada per l'editor Sonzogno, que veia en la personalitat del compositor les capacitats per aquest tipus de treball. La idea de desenterrar els caràcters de les màscares de la commedia dell'arte va ser idea de Mascagni.
Tot i que Mascagni havia començat componen Le Maschere, sempre amb llibret de Illica, simultàniament amb Iris, aquesta no es va estrenar fins dos anys després. La composició de l'obra, sens dubte es va veure frenada pels compromisos d'un ambiciós projecte de difusió de la cultura musical que el va veure al podi del Conservatori per a la direcció d'una sèrie infinita de concerts, però sobretot per la mort del seu pare, que va tenir lloc el 26 de maig de 1898.
Un altre fre a la composició de l'obra foren alguns desacords amb el teatre de Sonzogno que se suposava anava a acollir l'estrena i que va portar al compositor a acceptar, gairebé per despit, un viatge esgotador a Rússia. Al seu retorn a Itàlia, Mascagni va arribar amb un nou estat d'ànim i es va completar la feina.
Iris havia proporcionat a Mascagni de nou grans honors i èxits per tot el món. Llavors tot es va reduir a una sola obra, la Divina Comèdia, el títol original de les Màscares. Mascagni va treballar amb molta calma, segons alguns excessiva, tenint en compte que el lliurament estava prevista per al mes de març de 1900.

## Anàlisi musical
És difícil d'explicar la gran hostilitat de les audiències i de la crítica en aquest intent d'homenatge a l'edat d'or de la comèdia italiana. Potser l'expectació fou exagerada amb la posada en escena amb set multiestrenes.
Cal assenyalar que en aquell moment s'estava redescobrint la gràcia del segle xviii i de Il matrimonio segreto de Cimarosa, com un avançament del neoclassicisme que aviat havia d'empènyer compositors com Strauss (Ariadne auf Naxos), Schönberg (Pierrot lunaire), Busoni (Arlecchino i Stravinski (Pulcinella), a recuperar el legat de la Commedia dell'Arte. Uns utilitzaran l'intel·lectualisme nostàlgic (Strauss) o altres amb l'acidesa de l'esperit corrosiu (Schoenberg); per a Mascagni era, en canvi, un veritable i propi joc conduït amb habilitat i amb la seva vivacitat rítmica melòdica i enganxosa.

## Enregistraments
- Gianluigi Gelmetti. Maria Josè Gallego, Vincenzo La Scola, Amelia Felle, Giuseppe Sabbatini; Orquestra i Cor del Teatro Comunale di Bologna. Ricordi / Fonit Cetra RFCD 2004

- Bruno Bartoletti. Antonio Cassinelli, Cesy Broggini, Ferrando Rizzieri, Amedeo Berdini, Afro Poli. Trieste, 1961. Gala GL 100.731